# Священный отряд (1942)
Священный отряд (греч. Ιερός Λόχος) — греческое подразделение специального назначения, сформированное в 1942 году на Ближнем Востоке, состоявшее полностью из греческих офицеров и курсантов. Является предшественником современного греческого спецназа.

## История создания
Сразу же после тройной германо-итало-болгарской оккупации Греции в апреле-мае 1941 года греческое эмиграционное правительство вместе с военно-морским флотом обосновалось в Египте и при поддержке британцев приступило к формированию новых сухопутных воинских частей на Ближнем Востоке. Вместе с эмиграционным правительством на Ближнем Востоке оказались около 250 офицеров армии и 500 офицеров флота и авиации.
Под командование эмиграционного правительства перешёл батальон добровольцев из греческого населения Египта и Палестины, готовившийся для отправки на итало-греческую войну, но не успевший принять в ней участие. Британской дипломатии удалось освободить и переправить в Египет 1300 греческих рядовых и офицеров приграничной бригады «Эврос», перешедшей в Турцию и интернированной турками. В июне 1941 года эмиграционное правительство сформировало 1-ю бригаду, насчитывавшую 250 офицеров и 5500 рядовых.
Оставив инициативу в самой Греции в руках коммунистов и британских спецслужб, эмиграционное правительство продолжало организацию армии на Ближнем Востоке. Набор происходил из числа офицеров и рядовых, прибывающих из оккупированной Греции морем или через заигрывавшую с немцами, но номинально нейтральную Турцию и, частично, из многочисленного тогда греческого населения арабских стран.
К концу 1942 года были созданы 2 бригады, 1 полк артиллерии, отдельный пехотный батальон и «Священный отряд».
Организация «Священного Отряда» была связана с тем, что число располагаемых офицеров было значительно выше необходимого для формирования частей из располагаемого рядового состава. Командующий греческих ВВС на Ближнем Востоке, подполковник Г. Александрис, предложил создать подразделение армии из офицеров в качестве рядовых. Это предложение было одобрено командующим 2-й греческой бригады, пехотным полковником А. Бурдарасом.
В августе 1942 года в Палестине майор кавалерии А. Стефанакис сформировал Отряд Избранных Бессмертных (греч. Λόχος Επιλέκτων Αθανάτων) в честь «бессмертных» Византии. Отряд насчитывал 200 человек, и первоначально предполагалось включить его в качестве отряда пулемётчиков в формирующуюся тогда 2-ю греческую бригаду. Однако 15 сентября 1942 года новый командир соединения, полковник Х. Цигантес переименовал его в «Священный отряд» в честь древнего фиванского Священного отряда и Священного отряда Греческой революции, получив добро на преобразование отряда в соединение спецназа.

### SAS
В тесном сотрудничестве с командиром британского полка Особой воздушной службы (SAS) подполковником Дэвидом Стирлингом и с одобрения греческого генерального штаба отряд перебазировался в сентябре в Кабрит (Египет) для подготовки в своей новой роли. Однако второе сражение при Эль-Аламейне и скорость продвижения союзников в Ливии положили конец эпохе рейдов на джипах.
Тем не менее, этот период оказался полезным введением в службу для полка SAS и эскадрона майора Джеллико в частности. Этот эскадрон стал диверсионным, получив имя Особая лодочная служба (SBS). С окончанием войны в Африке в мае SAS был разделён на 2 ветви. Эскадрон специальных рейдов (Special Raiding Squadron) действовал в центральном Средиземноморье, до своего возвращения и превращения его в воздушно-десантное соединение, в то время как SBS действовал в Эгейском море, вместе с греческим «Священным отрядом», до конца войны.

## Тунис

Статуя Михалиса Томпроса, бойца Священного отряда, в Военном музее Афин

7 февраля 1943 года после предложения полковника Цигантеса командующий 8-й британской армии генерал Б. Монтгомери передал греческий «Священный отряд» под командование генерала Ф. Леклерка во 2-ю бронетанковую дивизию свободных французов в роли лёгкой механизированной кавалерии. 10 марта 1943 года в районе Ксар-Риллан (Тунис) «Священный отряд» дал свой первый бой против немецкого механизированного соединения, прикрывая наступление 10-го британского корпуса, который пытался обойти оборонительную «линию Марет» с юга.
Сразу после этого союзные войска захватили тунисский город Габес.
«Священный отряд» был придан 2-й новозеландской дивизии.
29 марта−6 апреля смешанное греческо-новозеландское соединение дало бой с немцами в Вади-Акарит.
12 апреля Священный отряд вступил в Сусс и принял участие в сражении за Энфидавилль между 13 и 17 апреля.

## Эгейское море
С мая 1943 года «Священный отряд», состоящий из 314 человек, находился в различных лагерях в Палестине. В июле соединение перешло в Дженин для подготовки к прыжкам с парашютом.
Там же была произведена реорганизация и отряд был разбит на подразделения: штабное, основное и подразделения диверсантов I, II и III. После итальянской капитуляции 9-го сентября 1943 года британские силы были направлены на оккупированные итальянцами Додеканесские острова. Подразделение I «Священного Отряда» было выброшено с воздуха на остров Самос 30 октября, в то время как подразделения II и III были переброшены на рыболовецких судах. Однако с провалом кампании на острове Лерос «Священный отряд» был эвакуирован на Ближний Восток.
В феврале 1944 года отряд перешёл под командование британских рейдерских сил. 7 февраля подразделение I было направлено на боевые операции на северные острова Эгейского моря (Самос, Псара, Лесбос, Хиос), в то время как подразделение II было вновь направлено на Додеканесские острова).
В апреле 1944 года «Священный отряд» был расширен до размера полка, насчитывая около 1000 человек. Это отражало эффективность соединения, а также, с британской точки зрения, его политическую надёжность в британских планах послевоенного устройства Греции, в особенности после волнений в греческой армии и флоте на Ближнем Востоке в апреле того же года.
В июле 1944 года «Священный отряд» вместе с подразделением SBS освободил остров Сими, взяв в плен немецкий гарнизон.

## Афины, декабрь 1944 года
К октябрю 1944 года почти вся материковая Греция была освобождена частями Народно-освободительной армией Греции (ЭЛАС).
Согласно соглашениям, подписанным 26 сентября в итальянском городе Казерта, части ЭЛАС не вошли в столицу страны, город Афины.
Этим самым руководимая коммунистами ЭЛАС подтвердила, что не намерена воспользоваться политическим вакуумом для взятия власти.
При этом действовавшие в самом городе в годы оккупации отряды и другие подпольные организации ЭЛАС насчитывали 23 тыс. человек, из которых 6 тыс. имели лёгкое вооружение, а 3 тыс. были вооружены только пистолетами.
Немцы оставили Афины 12 октября 1944 года, и BBC объявило, что город был освобождён силами ЭЛАС. Но последовал протест премьер-министра эмиграционного правительства Георгиоса Папандреу, и «без зазрения совести» была передана телеграмма британского командующего Вильсона У. Черчиллю о том, что Афины были освобождены британскими войсками и «Священным отрядом».
В действительности «Священный отряд» высадился вместе с англичанами в Пирее 14 октября.
Напряжение в отношениях между поддерживаемым англичанами правительством Георгиоса Папандреу и прокоммунистическим Национально-освободительным фронтом Греции (ЭАМ), который контролировал почти всю страну, нарастало. Критическим вопросом стало разоружение партизанских сил и формирование новой национальной армии из состава соединений эмиграционного правительства и партизанских армий ЭЛАС и ЭДЕС.
Тем не менее, правительство Папандреу не желало расформировывать «Священный отряд», 3-ю горную бригаду Римини и «Батальоны охраны» — отряды греческих коллаборационистов. Папандреу и англичане желали сохранить эти соединения как ядро новой армии. Одновременно Черчилль и Папандреу настаивали на расформировании ЭЛАС.
3 и 4 декабря 1944 года произошли массовые убийства при разгоне демонстраций левых, обстрелянных силами прежних коллаборационистских формирований (бывших членов СС). По мнению некоторых историков, причины не выяснены до сих пор. В результате вспыхнули жестокие 35-дневные бои в Афинах, названные потом Декабрьскими событиями (греч. Δεκεμβριανά).
«Священный отряд» принял тогда участие в боях против ЭЛАС.
В греческой историографии эти события, в зависимости от политической ориентации авторов, именуются как британской интервенцией, так и гражданской войной.
О характере событий говорит и расстановка сил. Против сил ЭЛАС в Афинах были задействованы:
- 2-я британская дивизия KRRC, численностью в 5 тыс. человек
- 5-я индийская дивизия численностью в 5 тыс. человек
- 23-я британская бронетанковая дивизия с более 100 (300[26]) танков.
- позиции ЭЛАС обстреливали корабли британского флота и 50 самолётов Supermarine Spitfire
- в разгар боёв сюда была переброшена и 4-я британская дивизия
- характер гражданской войны военным действиям придавали своим участием: «Священный отряд», 3-я горная дивизия (общая численность прибывших из эмиграции составляла 3500 человек[27]), не менее 12 тысяч солдат из «Батальонов охраны»[28], отряды полиции, плюс члены других антикоммунистических формирований, вооружённых во время оккупации немцами и вновь вооружённых англичанами.

В целом на британской стороне воевало свыше 19 тысяч членов вооруженных греческих формирований.
Бои вызвали устное осуждение президента США Рузвельта. В британском парламенте Черчилля обвинили в том, что в то время, как развивалось немецкое наступление в Арденнах и просили об ответном советском наступлении, Черчилль перебрасывал британские части из Италии для войны «против греческого народа, на стороне немногочисленных квислингов и монархистов», «в попытке посадить в Греции своего премьер-министра, подобно тому как Гитлер сажал гауляйтеров в оккупированных странах».
Бои продолжались 33 дня. В ходе боёв Черчилль прибыл в Афины 25 декабря, созвав встречу «воюющих сторон», в присутствии хранившего молчание главы советской военной миссии полковника Попова.
На этом этапе военное противостояние окончилось после подписания Варкизского соглашения 12 февраля 1945 года.

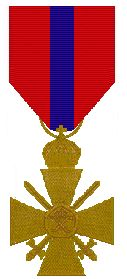
Военный крест

## Расформирование отряда
После окончания боёв в Афинах с февраля по май 1945 года (до конца войны) «Священный отряд» продолжил боевые действия против оставшихся немецких гарнизонов на островах Эгейского моря. Последним 2 мая 1945 года Священный отряд освободил остров Тилос, севернее Родоса.
7 августа 1945 года отряд был расформирован. Во время церемонии расформирования в Афинах флаг подразделения был награждён высшими военными наградами Греции Крестом Доблести и Военным крестом первого класса. Продолжением традиций «Священного корпуса» стало создание с началом гражданской войны в 1946 году отрядов спецназа, именуемых «Отрядами горных рейдеров» — нынешней 1-й парашютно-десантной бригады.